# Saturn VUE
O VUE é o utilitário esportivo compacto da Saturn. Será substituído pela próxima geração do Opel Antara. Foi o primeiro modelo da marca a utilizar a Plataforma GM Theta e tem versões híbridas. Atualmente o modelo foi substituído pela geração atual do Opel Antara, Chevrolet Captiva.
Alguma versões desse modelo foram equipadas com transmissão continuamente variável (Câmbio CVT).

## Galeria
- Primeira geração (2002-2007)
- Segunda geração (2008-2010)